# غلدميستر
حنا غلدميستر (بالألمانية: Johann Gildemeister)‏ (1812 - 1890 م) هو مستشرق ألماني.
كان أحد المنشئين للمجلة الآسيوية الألمانية. من آثاره نشر (بالعربية) رحلة الإدريسي إلى الشام.